# Otto von Kerpen

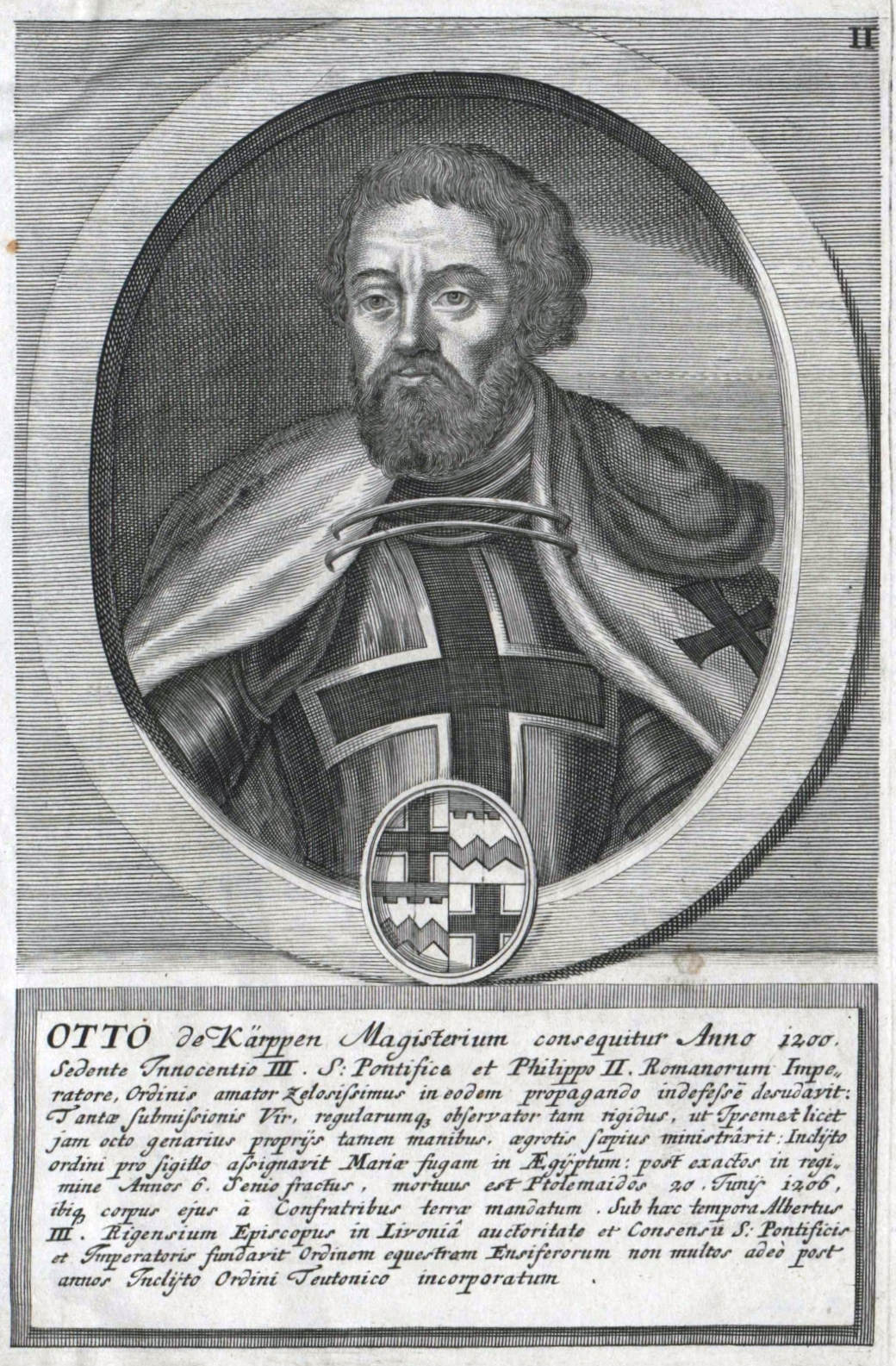
Otto von Kerpen

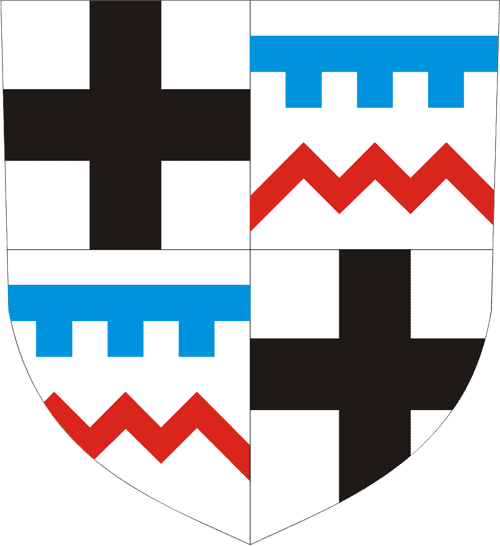
Hochmeisterwappen Ottos von Kerpen

Otto von Kerpen († 1209) war der zweite Hochmeister des Deutschen Ordens. Man weiß über ihn mit Gewissheit nur, dass er im September 1208 im Amt war und im Jahr darauf verstarb.

## Leben
Otto entstammte den Herren von Kerpen, einem edelfreien rheinischen Ministerialengeschlecht mit Sitz auf der Burg Kerpen in der Eifel. Er wird als einer der 40 Ritter genannt, die den Deutschen Orden begründeten. In älteren Quellen wurde daher gemutmaßt, er stamme aus Bremen. Er war spätestens 1197 mit dem Kreuzzug Heinrichs VI. nach Outremer gelangt.
Nach dem Tod des Hochmeisters Heinrich Walpot irgendwann vor 1208 wurde Otto zum Hochmeister gewählt. Während Forscher neueren Datums davon ausgehen, dass man nichts über seine Tätigkeit weiß, glaubte man in der ersten Hälfte des 19. Jahrhunderts noch zu wissen, dass er während seiner Amtszeit Anstrengungen unternahm, dem Orden mehr Unabhängigkeit und die gleichen Privilegien zu verschaffen wie die älteren militärischen Orden, nämlich die Templer und Johanniter.
Er starb 1209 und wurde in Akkon begraben.
Nach einer überholten, 1853 veröffentlichten Theorie erlosch mit seinem Tod das alte Geschlecht derer von Kerpen im Mannesstamm. Die Burg und Herrschaft Kerpen fiel an seine Schwester Hildegard und deren Ehemann Winnemar, Herr von Manderscheid. Beider Ururenkel Richard begründete später nach Erbteilung eine neue Linie derer von Kerpen.